# Ernst Klein (Widerstandskämpfer)
Ernst Klein (* 14. Februar 1900; † 18. Januar 1964 in Düsseldorf) war selbständiger Schreinermeister und ein Widerstandskämpfer gegen das NS-Regime. Nach dem 2. Weltkrieg war er erster Kreishandwerksmeister der Düsseldorfer Handwerksinnung.

## Widerstand in Düsseldorf
Im April 1945 beteiligte er sich an einer Aktion Düsseldorfer Bürger, um die Stadt kampflos an die vorrückenden amerikanischen Streitkräfte zu übergeben. (Siehe hierzu den Hauptartikel Aktion Rheinland.)

## Ehrungen
Ernst Klein hat ein Ehrengrab auf dem Stoffeler Friedhof in Düsseldorf-Oberbilk.